# Prix musical nordique
 (janvier 2021).
Le Prix de musique nordique, créé en 2011, récompense le meilleur album de l'année passée provenant d'un des cinq pays nordiques. Le prix est remis lors du festival de musique et conférence by:Larm à Oslo en Norvège par un jury composé de professionnels de la musique. Il s'inspire directement du Mercury Music Prize britannique.

## Méthode de sélection
Chaque pays participant dispose d'un comité composé de cinq à six professionnels de la musique qui élabore une liste de 25 albums nationaux sortis dans l'année écoulées. Puis ces comités soumettent leur liste à un panel de 50 à 150 professionnels de la musique de leur pays respectif pour arriver à un top 10. Les cinq albums arrivant premier sur chaque liste sont sélectionnés d'office, et les cinq présidents des comités sélectionnent sept autres albums provenant des top 10. Ensuite, un jury de professionnels de la musique sélectionne le gagnant du Prix musical nordique parmi les 12 albums qui lui est proposé.

## Lauréats
| Année | Lauréat | Album | Origine |
| ----- | ------- | ----- | ------- |
| 2011  | Jónsi   | Go    | Islande |